# Uvex
Die Uvex Winter Holding GmbH & Co. KG (Eigenschreibweise: UVEX WINTER HOLDING) ist die Konzernobergesellschaft der Uvex-Group, einem international tätigen deutschen Unternehmen mit Sitz in Fürth.
Das Unternehmen setzt sich aus den Teilkonzernen uvex Safety Group, uvex Sports Group (uvex Sports und Alpina), Filtral Group (Filtral und Primetta) und der UD2C Group GmbH (Protecting People GmbH und Factor 26 GmbH) zusammen. Es produziert und vertreibt Schutz- und Sicherheitsprodukte für Beruf, Sport und Freizeit.
Die Eigentümer Winter und Grau suchten einen Käufer für ihre Unternehmensanteile. Am 1. Juli 2025 wurde ein mehrheitlicher Verkauf an das US-amerikanische Private-Equity-Unternehmen Warburg Pincus mit Behalt einer „signifikanten“ Minderheitsbeteiligung von 30 Prozent der Alt-Eigentümer bekannt. Der Kaufpreis der Anteile soll zwischen 550 und 600 Mio. Euro gelegen haben.

## Geschichte
Im Jahr 1926 gründete Philipp M. Winter im Fürther Vorort Poppenreuth als Einmannbetrieb die Optische-Industrie-Anstalt Philipp M. Winter und handelte zunächst mit Schutzbrillen jeglicher Art. Zehn Jahre später im Jahr 1936 stattete das Unternehmen die Teilnehmer der Olympischen Winterspiele in Garmisch-Partenkirchen aus.
Philipp Winters Sohn Rainer (1935–2025) stieg 1956 in die Geschäftsführung ein und entwickelte die Marke uvex (Zusammensetzung aus „UV“ und dem lateinischen Präfix und Präposition „ex“, hier in seiner Bedeutung Herausnahme, Ausschluss), unter der seitdem alle Sport- und Freizeitprodukte des Unternehmens vermarktet werden. Das Unternehmen wurde 1962 in Winter Gesellschaft für Optik und Augenschutz umbenannt. Im Jahr 1967 wurde Filtral, eine deutsche Marke für Modesonnenbrillen, von uvex übernommen und an den Handel vertrieben. Zwei Jahre später im Jahr 1969 eröffnete uvex ein Werk in Lederdorn, in dem zunächst Taucher- und Skibrillen und später Skihelme produziert wurden.
Die 1970er Jahre waren gekennzeichnet durch die Zusammenarbeit mit zahlreichen Spitzensportlern und durch Wachstumsphasen, in denen Diversifizierung und Globalisierung gefördert wurden. Uvex erweiterte seine Reichweite über den Atlantik hinweg und errichtete Produktions- und Vertriebsstandorte in Kanada und den USA.
Mitte der 1970er Jahre übernahm uvex den italienischen Hersteller Cagi in Ceva, der auf Sicherheitsschuhe spezialisiert war. Dadurch nahm das bayerische Unternehmen weitere Schutzprodukte in sein Sortiment auf. Die uvex Safety Group produzierte in Folge persönliche Schutzausrüstungen für Menschen am Arbeitsplatz.
Die Tochtergesellschaft Alpina wurde von uvex im Jahr 1980 in Derching, Bayern gegründet und hat ihren Hauptsitz seit 2014 in Sulzemoos. Im Jahr 1986 gründete uvex die Profas GmbH in Lüneburg, die Schutzhandschuhe für das Unternehmen produziert. Ein Jahr später im Jahr 1987 wurde Laservision als Joint Venture mit der Firma Rupp+Hubrach ins Leben gerufen und ist seit 2004 eine 100-prozentige Tochtergesellschaft von uvex. Die Firmengründer Peter Bub, Hermann Altendorfer und Werner Stemplinger gründeten 1992 als Drei-Mann-Betrieb die Firma BSA in Obernzell.
Im Jahr 1993 stieg uvex aus dem US-amerikanischen Markt für Sicherheitsprodukte aus, indem es seine Markenrechte in den USA an das Unternehmen Bacou-Dalloz verkaufte. Sportprodukte konnten nach wie vor vertrieben werden. Seit 1994 ist das Unternehmen eine Holding. 4 Jahre später im Jahr 1998 übernahm uvex den Geschäftsbetrieb der Vogtland Konfektion GmbH in Ellefeld. Das Unternehmen in Ellefeld wurde 2010 in die Uvex Safety Textiles GmbH umfirmiert.
Im Jahr 1999 wurde Michael Winter zum geschäftsführenden Gesellschafter der uvex Winter Holding ernannt. Zwei Jahre später im Jahr 2001 übernahm uvex den im elsässischen La Walck ansässigen Schuhspezialisten Heckel Sécurité.
Die Investition von drei Millionen Euro in den Ausbau des Standortes Fürth erfolgte 2005. Neben dem Bau eines Kompetenz- und Innovationszentrums für Augenschutzprodukte wurde auch ein Aus- und Weiterbildungszentrum, die uvex Academy, eröffnet.
Im Jahr 2009 begann uvex mit der Produktion von Reithelmen und 2014 startete die Produktion von Reithandschuhen, als das Unternehmen die Markenrechte am Reithandschuhhersteller Schwenkel übernahm. Der Ausstieg aus dem Bereich Motorradsport seitens des Teilkonzerns uvex Sports fand im Jahr 2011 statt.
Im Jahr 2015 beteiligte Michael Winter die nächste (vierte) Generation an dem Unternehmen, indem er und seine Schwester Gabriele Grau Anteile von uvex an ihre Kinder übertrugen. Ein Jahr später kehrte uvex auf den nordamerikanischen Markt zurück, indem es sich mit 45 Prozent am Unternehmen HexArmor beteiligte, das Handschuhe für Bau- und Ölfirmen fertigt. Die Übernahme der Mehrheit an HexArmor sowie die Übernahme der englischen Marke HipLok, die Fahrradschlösser und Wandhalterungen herstellt, erfolgte 2021. Im selben Jahr eröffnete uvex einen Online-Markenshop und begann mit dem Bau eines Logistik- und Servicezentrums in Rednitzhembach.
Im Jahr 2022 wurde die UD2C Group GmbH mit Sitz in Fürth gegründet, die alle digitalen Direct-2-Consumer bezogenen Geschäftsaktivitäten verantwortet und den Kunden über einen Online-Shop die Produkte des Unternehmens anbietet.

## Anteilseigner
(Stand: Januar 2024):
- Rainer Winter – 0,1 %
- Michael Winter – 49,95 %
- Gabriele Grau – 49,95 %

## Uvex Group

### Struktur
Die Uvex Group ist mit ihren vier Teilkonzernen Uvex Safety Group, Uvex Sports Group (Uvex Sports und Alpina), Filtral Group (Filtral und Primetta) und UD2C Group GmbH (Protecting People GmbH und Factor 26 GmbH) sowie 49 Niederlassungen in 23 Ländern vertreten.

### Geschäftszahlen
| Geschäftsjahr | Umsatz in Mio. Euro | Mitarbeiterzahl |
| ------------- | ------------------- | --------------- |
| 2022/23       | 655                 | 3.125           |
| 2021/22       | 587,1               | 3.049           |
| 2020/21       | 552,3               | 2.872           |
| 2019/20       | 481,2               | 2.785           |
| 2018/19       | 474,8               | 2.595           |
| 2017/18       | 451,9               | 2.471           |
| 2016/17       | 424,5               | 2.384           |

## Produkte
Uvex stellt hauptsächlich Produkte im Geschäftsfeld Arbeitsschutz her. Im Sport- und Freizeitbereich fertigt die Firma Skihelme und -brillen, Sport- und Lifestylebrillen, Rad- und Reithelme sowie Reithandschuhe.
Etwa drei Viertel der von Uvex hergestellten Produkte werden in firmeneigenen Fabriken gefertigt. Fast die Hälfte dieser Fabriken befindet sich in Deutschland.
Der Geschäftsbereich Safety wird vertreten durch die Uvex Safety Group und ist für die Entwicklung, Herstellung und den Vertrieb von persönlicher Schutzausrüstung (PSA) verantwortlich, die in erster Linie dem Schutz von Personen am Arbeitsplatz dient. Die Uvex Safety Group produziert unter anderem Schutzbrillen, Schutzschuhe, Schutzhelme, Gehörschutz, leichten Atemschutz, Schutzhandschuhe, professionelle Schutzkleidung, Einwegoveralls, Spezialunterwäsche, Korrektionsschutz- und Laserbrillen und Teile für den Atem-, Hand- und Fußschutz. Der Bereich Rescue ist für Rettungsdienste, Feuerwehren und den Katastrophenschutz verantwortlich. Im Rahmen der Corona-Krise lieferte uvex Atemschutzmasken, zudem Vollsicht-Schutzbrillen, Einweghandschuhe und Coveralls (Ganzkörperbekleidung). Uvex erzielt etwa drei Viertel des Umsatzes mit Produkten für den Arbeitsschutz.
Der Bereich Sport und Freizeit wird durch die uvex Sports Group vertreten und befasst sich mit der Entwicklung, der Produktion und dem Vertrieb von Sportartikeln, die dem Schutz bei der Ausübung von Sport und Freizeitaktivitäten dienen. Die uvex Sports Group betreibt die Marken uvex (international) und Alpina (weitestgehend europäisch). Uvex rüstet mit seinen Produkten über 1000 Spitzenathleten und verschiedene Nationalmannschaften aus.

## Soziales Engagement und Nachhaltigkeit
Die Rainer Winter Stiftung aus Fürth, als deren Vorsitzender der ehemalige Geschäftsführer von uvex, Rainer Winter, fungiert, hilft bedürftigen und kranken Kindern und Jugendlichen im In- und Ausland. Die Verwaltungskosten der Stiftung werden von uvex getragen. Die Rainer Winter Stiftung unterstützt mit der Organisation Vision for the world augenkranke Kinder und Jugendliche mit medizinischer Versorgung und Aufklärung. Die Stiftung spendet bei Ereignissen wie Katastrophenfällen oder Hungersnöten und übernimmt Patenschaften, Förderschwerpunkt der Stiftung ist die medizinische, pädagogische und psychologische Betreuung von asthma- und diabeteskranken Kindern und Jugendlichen. Hierbei unterstützt die Stiftung das Rehabilitationszentrum des Christlichen Jugenddorfwerks Deutschlands in Berchtesgaden, in dem betroffene Kinder und Jugendliche Unterstützung bei der Bewältigung ihres Alltags sowie ihrer Krankheit erhalten. Des Weiteren werden Einrichtungen des Christlichen Jugenddorfwerks in Franken von der Rainer Winter Stiftung finanziell unterstützt.
Im Jahr 2022 kam die Skibrille uvex Downhill 2100 CV auf den Markt, die vollständig aus biobasierten und recycelten Materialien besteht.

## Auszeichnungen
- 2009: „Marke des Jahrhunderts“[51]
- 2016, 2017, 2018: German Brand Award in Gold[52][53]
- 2018: „Future Champions“ der Wirtschaftswoche[54]
- 2018, 2022: „Bayerns Best 50“[55][56]
- 2019: „Wertvolle Arbeitgeber für das Gemeinwohl“ der Wirtschaftswoche[57]
- 2020: „Deutschlands beste Ausbilder“ von Capital[58]
- 2022, 2023: „Deutschlands beste Ausbildungsbetriebe“ in der Kategorie „Sportartikelhersteller“, vom Institut für Management- und Wirtschaftsforschung (IMWF) und Focus Money[59]
- 2022: „German Design Award“ für die Modelle uvex Revolt Mips und uvex Urban Planet LED[60]
- 2022: „Exzellente Nachhaltigkeit“ und „Innovationschampions in der Nachhaltigkeit“ des F.A.Z.-Instituts in der Kategorie „Sportartikelhersteller“[61][62]
- 2022: „Superbrand Award 2021/22“ durch unabhängige Fachleute der Superbrands-Organisation[63][64]
- 2022: „Shop Usability Award“ für uvex-group.shop in der Kategorie „Sport & Outdoor“[65]
- 2022: „Deutschlands innovativste Unternehmen“ für uvex Sports in der Kategorie „Sportartikelhersteller“ und für Uvex Arbeitsschutz in der Kategorie „Textilhersteller“[66]
- 2022: „Deutschlands beste Nachhaltigkeit 2022“ in der Kategorie „Sportartikelhersteller“ vom Institut für Management- und Wirtschaftsforschung (IMWF) und Focus Money[67]
- 2022, 2023: „Top Company“ von Kununu.[68]
- 2023: „Deutschlands Innovationsführer“ vom F.A.Z.-Institut für uvex Arbeitsschutz und uvex Sports & Company[69]
- 2023: „Top Shops 2023“ im Bereich Sport & Outdoor von Computer Bild und Statista[70]
- 2023: „5-Sterne-Kaufempfehlung 2023“ von Deutschlandtest[71]